# Cropalati
Cropalati ist eine Gemeinde in der Provinz Cosenza in der italienischen Region Kalabrien mit 986 Einwohnern (Stand 31. Dezember 2023).
Cropalati liegt 87 km östlich von Cosenza.
Die Nachbargemeinden sind: Calopezzati, Caloveto, Corigliano-Rossano, Longobucco und Paludi.
Sehenswert im Ort sind die Ruinen einer mittelalterlichen Burg.